# Gismo Graf

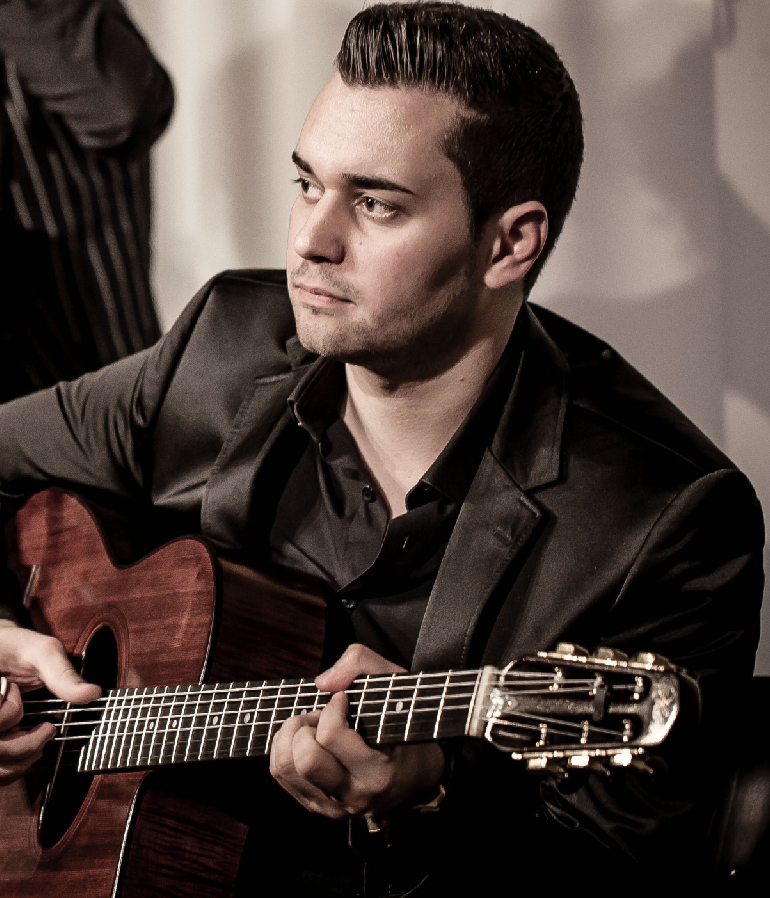
Gismo Graf 2016

Gismo Graf (*  1. Oktober 1992 in Stuttgart) ist ein deutscher Jazzmusiker (Gitarre, Komposition). 

## Leben und Wirken
Graf erlernte im Alter von 6 Jahren das Gitarrespielen. Sein Vater Joschi Graf (Mitbegründer des Zigeli Winter Quintetts) brachte seinem Sohn die ersten Akkorde und das Rhythmusspiel auf der Gitarre bei. Kurze Zeit später fing er an sich das Melodie- bzw. Solospiel autodidaktisch beizubringen. Dabei fokussierte er sich stark an seinem  Vorbild Django Reinhardt, indem er seine Aufnahmen hörte und nachspielte. Im Alter von 12 Jahren hatte er erste Gastauftritte in der Band seines Vaters.
Im Jahr 2008 entstand Grafs erste Band unter dem Namen 16 Gypsy Strings. Weitere Mitglieder neben Graf waren Jan Jankeje (Kontrabass) und Grafs Vater Joschi (Rhythmusgitarre). Die Band tourte durch Deutschland und das angrenzende Ausland, ehe sie sich Anfang 2010 wieder auflöste. Im Herbst 2010 gründete Gismo Graf mit seinem Vater Joschi Graf an der Rhythmusgitarre und dem Stuttgarter Bassisten Joel Locher das Gismo Graf Trio. Das erste Konzert fand am  1. Oktober 2010, an Grafs achtzehntem Geburtstag beim Gitarrenfestival in der ausverkauften Wehrer Stadthalle statt. Bereits im selben Jahr gelang es ihm mit seinem Album Absolutely Gypsy und der gleichnamigen Tour großes Aufsehen in der Gypsy-Jazz-Szene zu erregen.
In den darauf folgenden Jahren tourte Graf mit seinem Trio durch Deutschland, Europa und die USA. Unter anderem traten sie auf dem Festival Django Reinhardt in Samois-sur-Seine (F), dem Djangofest Northwest (USA), dem Jazzfestival Viersen, dem Rheingau Musik Festival, dem Khamoro-Festival, dem Zelt-Musik-Festival Freiburg, dem Blue Balls Festival Luzern (CH), dem Festival Django a Liberchies (B), den Walkenrieder Kreuzgangkonzerten uva. auf. 2012 erschien beim österreichischen Verlag Doblinger das Buch „Swing Up Your Guitar! Modern Gypsy Jazz Collection“, bei dem Graf als Co-Autor mitwirkte.
Zum 10-jährigen Jubiläum des Gismo Graf Trios erschien 2020 das fünfte Album A Trio's Decade. Mit musikalischen Gästen interpretierte er auf dem Folgealbum Moments with the Mouse 2022 Songs aus Produktionen von Walt Disney, das auf der Longlist für den Preis der deutschen Schallplattenkritik 03/2022 in der Kategorie Filmmusik nominiert wurde.
Graf arbeitete mit Musikern wie Wawau Adler, Stochelo Rosenberg, Ludovic Beier, Christiaan van Hemert, Diknu Schneeberger, Tony Lakatos, Jermaine Landsberger, Olaf Polziehn, Tim Kliphuis und Davide Petrocca.

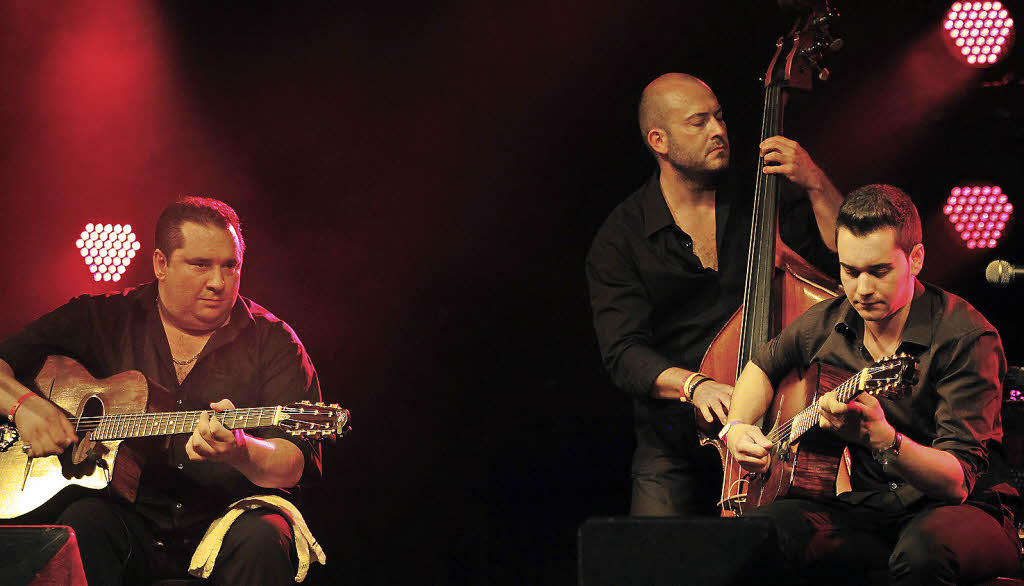
Gismo Graf Trio beim Zelt Musik Festival Freiburg 2013

## Gitarren
Gismo Graf spielt, ebenso wie sein Vater Joschi Graf Gitarren des deutschen Gitarrenbaumeisters Stefan Hahl, der speziell für sie das Modell La Comtesse (z. Dt.: die Gräfin) entwickelte. Ebenso spielt Graf sowie dessen Vater Gitarren des italienischen Gitarrenbauers Mauro Freschi. Er unterschrieb 2015 einen Endorsement-Vertrag mit einer französischen Gitarrenfirma (MarTo Guitars) für eine halbakustische Archtop Jazzgitarre.

## Diskografie (Auswahl)
| Band                      | Titel                                 | Erscheinungsjahr |
| ------------------------- | ------------------------------------- | ---------------- |
| Gismo Graf Trio           | Absolutely Gypsy                      | 2010             |
| Gismo Graf Trio           | The Pure Way                          | 2012             |
| Gismo Graf Trio           | Modus Vivendi                         | 2013             |
| Gismo Graf Trio           | The Django Reinhardt Memorial Concert | 2018             |
| Gismo Graf Trio           | A Trio's Decade                       | 2020             |
| Gismo Graf Trio & Friends | Moments with the Mouse                | 2022             |